# 林洪亮
林洪亮（1935年—2025年4月3日），男，江西南康人，中国大陆翻译家，中国共产党党员。毕业于波兰华沙大学。

## 生平
1935年，林洪亮出生在江西省南康市。
1960年，林洪亮毕业于波兰华沙大学语文系，得到硕士学位。之后，林洪亮在中国社会科学院担任研究员。
1955年，林洪亮开始发表作品。
1986年，林洪亮加入中国作家协会。

## 家庭
林洪亮的妻子文美惠是英语文学翻译家。

## 作品
- 《波兰戏剧简史》
- 《显克维奇》
- 《你往何处去》
- 《人民近卫军》
- 《十字架骑士》

## 奖项
- 《密茨凯维奇》荣获中华人民共和国各直辖市第二届图书奖二等奖
- 《东欧文学简史》荣获第一届外国文学图书二等奖
- 《东欧戏剧史》荣获1984年波兰政府文化功勋奖章
- 2000年，波兰总统授予其“十字骑士勋章”[2]